# Guadalajara Challenger 1998
Il Guadalajara Challenger 1998 è stato un torneo di tennis facente parte della categoria ATP Challenger Series nell'ambito dell'ATP Challenger Series 1998. Il torneo si è giocato a Guadalajara in Messico dal 30 novembre al 6 dicembre 1998 su campi in terra rossa.

## Vincitori

### Singolare
Markus Hipfl ha battuto in finale  Younes El Aynaoui con il punteggio di 6–7, 7–6, 7–6

### Doppio
Sander Groen /  Ali Hamadeh hanno battuto in finale  Martín García /  Sebastián Prieto con il punteggio di 6–4, 6–2